# Народни просветитељ
Народни просветитељ био је лист за школски живот и народно просвећивање који је излазио у Лесковцу од 1928. до 1933. године.

## Историјат
Прва свеска изашла је 1. марта 1928. године. Власник је било Учитељско друштво среза лесковачког, а одговорни уредник Сретен Динић као школски надзорник, а касније је као власник иступао Сава Димитријевић, обласни школски надзорник. Од четврте године лист је сматран органом Савеза народних просветитеља. 
Излазио је два пута месечно у формату 23 са 15,5 центиметара на 16 страна. Штампан је у Лесковцу. Изашло је укупно 72 броја, и то у првој години 12, у другој 15, у трећој и четвртој поново по 12, у петој 13 и у шестој 8.

## Садржина
У почетку су чланци били о стручним педагошким проблемима и студије из историје педагогије, док је касније све више било верско-моралних питања, афоризама и савета, писања о Видовићевом етичком покрету, задружној идеологији и другим темама.